# Elaeagnus matsunoana
Elaeagnus matsunoana là một loài thực vật có hoa trong họ Elaeagnaceae. Loài này được Makino mô tả khoa học đầu tiên năm 1913.